# Медяник Володимир Юрійович
Володимир Юрійович Медяник (нар. 13 червня 1970, Луганськ) — український підприємець, політик, громадський діяч. Фігурант провадження Спеціалізованої антикорупційної прокуратори щодо телефонного листування, в якому він пообіцяв «вирішити питання» у прокуратурі. Голова підкомітету з питань законодавства про адміністративні правопорушення та охоронної і детективної діяльності. Народний депутат Верховної Ради України VII скликання.

## Біографія
Володимир Медяник народився 13 червня 1970 року у Ворошиловграді, УРСР.
У 1987 році закінчив експериментальний спеціалізований клас (програмування, математика, фізика) СШ № 17& м. Ворошиловграда.
Після закінчення школи вступив до Ворошиловградського машинобудівного інституту на транспортний факультет, де навчався протягом 1987—1990 років.
У 1988—1989 роках проходив строкову службу в лавах Збройних Сил СРСР.
У 1990 році вступив до Донецького університету економіки і торгівлі, де в 1994 році отримав диплом за спеціальністю «економіст-менеджер управління».
Автор ряду наукових робіт: 1993—2001 рр.
У 2001 році отримав ступінь кандидата економічних наук, захистивши в Східноукраїнському національному університеті імені Володимира Даля дисертацію на тему «Компенсаторні можливості підприємств малого і середнього бізнесу».
У 22 роки створив і очолив своє перше підприємство «Трейд Імпекс».

## Бізнес
Від 1992 р. — засновник і генеральний директор підприємства «Трейд Імпекс».
Експортно-імпортні контракти з найбільшим хімічним концерном Європи «Hoechst AG» (Німеччина).
У 1994—1996 роках працював генеральним директором будівельної компанії «Лінтон» (будівництво торгово-офісного центру «Каштан-Луганськ»).
Протягом 1996—2006 років був головою наглядової ради, генеральним директором ВКФ «Електра».
2001—2006 рік — голова правління ВАТ «Росія».
Із 2006 року очолює будівельну компанію «Терра». Член наглядової ради ВАТ «Луганськ Друк».
Займався девелоперським, будівельним, видавничим, рекламним, ресторанним бізнесом, рітейлом продовольчих товарів (мережа супермаркетів «Мандарин»), електроніки та AV-техніки (мережа «Каштан-електронікс»).
У 2007 році побудував найбільший у регіоні торгово-офісний комплекс «Луганськ Сіті Центр».
Провідний у регіоні оператор у видавничому й роздрібному бізнесі преси. Від початку 2000-х — регіональний партнер (50/50) UMH (Українського медіахолдингу).
Із 1998 року частину прибутку підприємств Володимир Медяник вкладає в благодійність, громадські та соціальні проєкти.

## Луганська міська рада (2002—2012)
У 2002 році вперше обраний депутатом Луганської міської ради в мажоритарному окрузі Ленінського району м. Луганська, де В. Медяник народився і проживав.
У 2005 році очолив міську організацію президентської партії «Наша Україна». У 2006 році перед місцевими виборами вийшов із партії з ідеологічних міркувань і через незгоду з «кон'юнктурною» регіональною політикою партії.
У 2006 році балотувався на посаду мера Луганська. Протягом виборів лідирував за соцопитуваннями та екзитполами, однак за результатами підрахунку голосів програв вибори ставленику ОДА.
У 2010 році повторно обраний депутатом міської ради м. Луганська. Очолив бюджетну комісію. Протягом року під його кураторством був повністю відновлений міський автобусний парк (МАП), і міська рада закупила понад 40 нових автобусів.
Комунальний транспорт з ініціативи В. Медяника, підтриманої міськрадою, безкоштовно перевозив пільгові категорії громадян громади. Також для створення конкурентного середовища та уникнення монополії і корупції на ринку транспортних послуг з ініціативи В. Медяника до м. Луганська був залучений німецький оператор пасажирських перевезень.
У трьох депутатських приймальнях В. Медяника безкоштовно надавалася правова та юридична допомога жителям Луганська.

## Громадська діяльність та благодійність
У 2001 році для координації соціальних проєктів, що реалізуються з 1998 року, В. Медяник із низкою активістів та небайдужих до долі міста луганчан створив громадську організацію «Луганський актив» і був обраний її головою.
Володимир Медяник ініціював низку соціально значущих проєктів, серед яких проєкт «Повернемо двори дітям». У рамках цього проєкту від 2001 до 2014 року було відреставровано й облаштовано 176 дворів багатоквартирних будинків, побудовані і встановлені дитячі та спортивні майданчики. З ініціативи Медяника міська рада ухвалила мораторій на виділення землі на внутрішньодворових територіях під комерційну діяльність.
Будучи потужним підприємцем, Медяник завжди був прихильником ведення соціально відповідального бізнесу. Зокрема, він відкрив у Луганську та області мережу соціальних продуктових магазинів «Продторг Советский», у яких товари підприємств аграрно-промислового сектора і продовольства реалізовувалися за оптовими цінами без торгової націнки пенсіонерам, малозабезпеченим громадянам та пільговикам регіону.

## Політична діяльність
Від 2012 року — депутат Верховної Ради України VII скликання.
У 2012 році на виборах до Верховної Ради України здобув упевнену перемогу в 109-му мажоритарному окрузі (м. Луганськ, Краснодонський район, м. Краснодон, м. Молодогвардійськ, м. Суходільськ). Успіх на виборах був обумовлений багаторічною роботою (з 1998 р.) у ролі депутата міськради м. Луганська та реалізацією численних соціальних проєктів на постійній основі.
В. Медяник є автором низки законопроєктів і законодавчих ініціатив, спрямованих на посилення ролі місцевого самоврядування, розвиток вуглевидобувної галузі, транспортної інфраструктури України та соціального захисту громадян.
Ставши народним депутатом, вкладав кошти як із депутатського фонду, так і власні в розвиток інфраструктури свого округу. Як громадський діяч займався вирішенням ключових питань громадян. Допомагав і підтримував ветеранські організації, школи, дитячі садки, медичні установи, займався благоустроєм територій.
Системно сприяв у вирішенні соціальних питань, виділяв кошти на ремонти шкіл і дитячих садків, постійно надавав фінансову допомогу на лікування інвалідам, малозабезпеченим і багатодітним сім'ям.
Організовував і спонсорував проведення спортивних змагань, культурно-мистецьких заходів, концертів, підтримував школи, ВНЗ і творчі колективи.
Забезпечив практично всі школи округу комп'ютерними класами, бібліотеками, спортивним інвентарем, шкільними автобусами.
Допомагав геріатричному пансіонату в Луганську. Відновив і фінансував кінно-спортивну школу Луганської області, у якій діти та юнаки займалися виїздкою та конкуром на безкоштовній основі. Ставши президентом Федерації кінного спорту Луганської області, організовував турніри та змагання як регіонального, так і національного рівнів.
Будучи депутатом, організував активну роботу громадської приймальні. Тільки за 2012 рік опрацьовано й позитивно вирішено близько 8 000 звернень громадян округу. Аналогічна статистика по 2013–14 роках.

## Переслідування
6 серпня 2016 року в рамках розслідування кримінальної справи щодо колишнього керівника фракції Партії регіонів у Верховній Раді України Олександра Єфремова колишній депутат від Партії регіонів Володимир Медяник був затриманий Генеральною прокуратурою України.
Йому висунули підозру у вчиненні умисних дій з метою зміни меж території України та порушення конституційного ладу (ч. 3, ст. 110 КК України), у скоєнні організаційного та іншого сприяння створенню і діяльності терористичної організації «Луганська народна республіка» (ч. 1, ст. 256-3 КК України).
8 серпня Печерський районний суд Києва заарештував Володимира Медяника, після чого екс-депутата помістили в СІЗО СБУ.
1 жовтня 2016 року Володимир Медяник, перебуваючи в слідчому ізоляторі СБУ, у відповідь на продовження арешту до кінця листопада 2016 року оголосив голодування, вимагаючи проведення одночасного допиту (очної ставки) зі свідками Ландиком, Івановим, Грековим, на свідченнях яких СБУ побудувала звинувачення щодо екс-депутата.
Надалі жоден із перерахованих свідків не підтвердив того, що висувалося як підозра Володимиру Медянику. Відео зі спільними допитами так званих свідків потрапило в Інтернет. У результаті справа проти політика повністю розвалилася.
Більшість експертів, політологів і політиків публічно стверджували, що справа проти Медяника і його арешт обумовлені політичною кон'юнктурою та бажанням слідства і прокуратури «вибити» з Медяника свідчення проти колег-політиків та чинних депутатів ВР. Володимир Медяник відмовився йти на угоду зі слідством.
Згодом Генеральний прокурор України Юрій Луценко заявив: якщо проти Медяника немає достатніх доказів, то він не буде притягуватися до кримінальної відповідальності і вийде на свободу. Також Генпрокурор відзначив позитивну роль Медяника як представника держави і ВР під час переговорів.
Таку позицію підтримав і спікер парламенту Андрій Парубій. Він заявив, що Медяник сам запропонував свої послуги в переговорному процесі, організував його в своєму офісі, на відміну від інших представників влади, у складний для країни час як парламентер зайняв державницьку позицію.
Під час бойових дій забезпечував технічне вивезення цивільних осіб і журналістів, зокрема «Громадського телебачення».
24 жовтня адміністрація СІЗО СБУ (Київ) звільнила Володимира Медяника. Усі підозри з нього були зняті, і Генпрокуратура України закрила щодо політика кримінальне провадження.
В інтерв'ю Володимир Медяник заявив, що співробітники Генеральної прокуратури України примушували його дати свідчення проти співголови фракції «Опозиційний блок» (ОБ) у Верховній Раді України Юрія Бойка, депутата від ОБ Сергія Дунаєва та інших колег по парламенту.
На сьогодні позов політика розглядається в Європейському суді з прав людини.

## Нагороди
Ордени Святого Рівноапостольного князя Володимира I, IV ступеня.